# Isodimorphie
Isodimorphie ist die Bildung von Mischkristallen aus Stoffen mit unterschiedlichen Kristallsystemen bzw. Strukturtypen (Heterotypie).
Isodimorphe Verbindungen verhalten sich chemisch ähnlich und kristallisieren in einem bestimmten Bereich von Mischungsverhältnissen gemeinsam. Die häufigere Komponente zwingt dabei dem Gesamtkristall ihr Kristallsystem auf.
Beispiele für isodimorphe Verbindungen sind unter anderem:
- Magnesium (hexagonal) und Lithium (kubisch)
- Magnesiumsulfat-Heptahydrat (MgSO4·7H2O, orthorhombisch) und Eisensulfat-Heptahydrat (FeSO4·7H2O, monoklin).